# Мон-де-Марсан (округ)
Округ Мон-де-Марсан (фр. Arrondissement de Mont-de-Marsan) — округ у Франції, в департаменті Ланди. 2023 року округ об'єднував 175 муніципалітетів, населення становило 183 177 осіб.
Адміністративний центр (супрефектура) — Мон-де-Марсан.

## Муніципалітети
Список муніципалітетів округу та їхні коди INSEE:
1. Ажетмо (40119)
2. Арангосс (40006)
3. Арбукав (40005)
4. Аржелуз (40008)
5. Аркс (40015)
6. Артассанкс (40012)
7. Артез-д'Арманьяк (40013)
8. Арю (40014)
9. Ба-Моко (40026)
10. Банос (40024)
11. Баскон (40025)
12. Батс (40029)
13. Баюс-Субіран (40022)
14. Белад (40032)
15. Беліс (40033)
16. Бенке (40037)
17. Бетбезер-д'Арманьяк (40039)
18. Біскарросс (40046)
19. Бодіньян (40030)
20. Бордер-е-Ламансан (40049)
21. Бостан (40050)
22. Бретань-де-Марсан (40055)
23. Брокас (40056)
24. Буг (40051)
25. Бурдалат (40052)
26. Буррійо-Бергонс (40053)
27. Бюан (40057)
28. Б'яс (40043)
29. Вер (40323)
30. В'єль-Субіран (40327)
31. В'єль-Тюрсан (40325)
32. Вільнев-де-Марсан (40331)
33. Габарре (40102)
34. Гаєр (40103)
35. Гарен (40105)
36. Гаст (40108)
37. Гренад-сюр-л'Адур (40117)
38. Дюм (40092)
39. Дюор-Башан (40091)
40. Ежені-ле-Бен (40097)
41. Ер-Монкюб (40098)
42. Ер-сюр-л'Адур (40001)
43. Ерре (40124)
44. Ескалан (40093)
45. Ескурс (40094)
46. Естігард (40096)
47. Желу (40111)
48. Жон (40110)
49. Ігос-Сен-Сатюрнен (40333)
50. Ішу (40332)
51. Казаліс (40079)
52. Казер-сюр-л'Адур (40080)
53. Каллан (40060)
54. Кампань (40061)
55. Кампет-е-Ламолер (40062)
56. Кананкс-е-Реот (40064)
57. Кастанде (40070)
58. Кастельно-Тюрсан (40072)
59. Кастельнер (40073)
60. Кашан (40058)
61. Классен (40082)
62. Клед (40083)
63. Коммансак (40085)
64. Кона (40076)
65. Креон-д'Арманьяк (40087)
66. Кудюр (40086)
67. Лабастід-Шалосс (40130)
68. Лабастід-д'Арманьяк (40131)
69. Лабрі (40135)
70. Лабуер (40134)
71. Лаглор'єз (40139)
72. Лагранж (40140)
73. Лакажент (40136)
74. Лакі (40137)
75. Лакраб (40138)
76. Ланкуак (40149)
77. Ларрив'єр-Сен-Савен (40145)
78. Латрій (40146)
79. Ле-Віньо (40329)
80. Ле-Сан (40297)
81. Ле-Фреш (40100)
82. Лесперон (40152)
83. Ліпосте (40156)
84. Лоре (40148)
85. Лосс (40158)
86. Лю (40163)
87. Люббон (40161)
88. Люглон (40165)
89. Люкбардез-е-Барг (40162)
90. Люксе (40167)
91. Люссаньє (40166)
92. Маєр (40170)
93. Мазероль (40178)
94. Ман (40172)
95. Мано (40171)
96. Маяс (40169)
97. Мезос (40182)
98. Мімізан (40184)
99. Мірамон-Сансак (40185)
100. Мовзен-д'Арманьяк (40176)
101. Момюї (40188)
102. Мон-де-Марсан (40192)
103. Монгаяр (40195)
104. Монже (40189)
105. Монсегюр (40190)
106. Монсуе (40196)
107. Монтегю (40193)
108. Монто (40191)
109. Морган (40198)
110. Морі (40174)
111. Моррен (40175)
112. Морсанкс-ла-Нувель (40197)
113. Мусте (40200)
114. О-Моко (40122)
115. Обаньян (40016)
116. Одіньон (40017)
117. Онесс-Лаарі (40210)
118. Онтан (40127)
119. Ореян (40019)
120. Орис (40020)
121. Орсарріє (40128)
122. Парантіс-ан-Борн (40217)
123. Парлебоск (40218)
124. Пейр (40223)
125. Пекорад (40220)
126. Пембо (40226)
127. Перкі (40221)
128. Перос-Казотетс (40219)
129. Піссос (40227)
130. Понтанкс-ле-Форж (40229)
131. Пуданкс (40232)
132. Пуїдессо (40234)
133. Пюжо-ле-План (40238)
134. Пюїоль-Казале (40239)
135. Рембез-е-Бодьєтс (40242)
136. Ренен (40240)
137. Ретжон (40164)
138. Рокфор (40245)
139. Сабр (40246)
140. Самаде (40286)
141. Сангіне (40287)
142. Сарбазан (40288)
143. Сарразьє (40289)
144. Саррон (40290)
145. Сен-Гор (40262)
146. Сен-Жен (40259)
147. Сен-Жульєн-д'Арманьяк (40265)
148. Сен-Жустен (40267)
149. Сен-Крик-Шалосс (40253)
150. Сен-Крик-Вільнев (40255)
151. Сен-Лубуе (40270)
152. Сен-Мартен-д'Оне (40274)
153. Сен-Морис-сюр-Адур (40275)
154. Сен-Пердон (40280)
155. Сен-П'єрр-дю-Мон (40281)
156. Сен-Поль-ан-Борн (40278)
157. Сен-Севе (40282)
158. Сент-Аві (40250)
159. Сент-Аньє (40247)
160. Сент-Елалі-ан-Борн (40257)
161. Сент-Коломб (40252)
162. Сент-Фуа (40258)
163. Сер (40081)
164. Серр-Гастон (40298)
165. Серрлу-е-Аррибан (40299)
166. Сольферино (40303)
167. Соньяк-е-Мюре (40295)
168. Сор (40307)
169. Сорбетс (40305)
170. Трансак (40319)
171. Усс-Сюзан (40215)
172. Фарг (40099)
173. Фйонданкс (40225)
174. Юргон (40321)
175. Юшак-е-Парантіс (40320)